# Wellington North
Wellington North es un municipio canadiense situado en la provincia de Ontario.

## Superficie
Wellington North tiene una superficie de 526,31 km².

## Demografía
En 2021, tenía 12 431 habitantes, una densidad poblacional de 23,6 hab./km², y 4987 viviendas.